# Gewerbeausstellungen im Königreich Hannover
Die Gewerbeausstellungen im Königreich Hannover wurden erstmals 1835 durch den Gewerbeverein für das Königreich Hannover veranstaltet, später auch durch Nachfolgeorganisationen auf dem Gebiet des heutigen Bundeslandes Niedersachsen. Von diesen frühen Ausstellungen kann ein Bogen gespannt werden über die Hannover-Messe bis hin zur Expo 2000.

## Geschichte

### Ab 1835

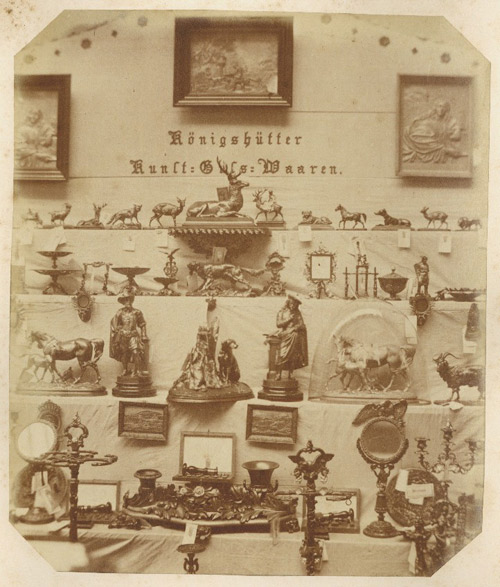
„Königshütter Kunst-Glas-Waaren“ auf der 6. Gewerbeausstellung in Hannover;
Fotografie 1859 von Eugen Lulves

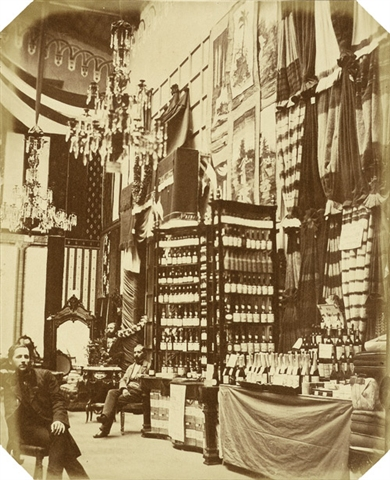
Situation 1859

Die erste Gewerbeausstellung im Königreich Hannover wurde 1835 im Leineschloss veranstaltet. Die Ausstellung diente „sowohl zur Anregung und Förderung der Gewerbetreibenden wie auch als Leistungsschau des Handwerks und der aufkommenden Industrie.“ Die Schau warb damit zugleich für die Produkte der 381 Aussteller, die rund 3.500 Exponate präsentierten und brachte 1835 „offenbar einen großen Innovationsschub“.
Die späteren Gewerbeausstellungen von 1836, 1840, 1844, 1850 und 1859 wurden jedoch immer weniger beschickt und besucht, da der zeitliche Abstand zu gering war, der Aufwand groß und die Kosten zu hoch waren.
Anlässlich des 25-jährigen Bestehens des »Gewerbevereins für das Königreich Hannover« fand 1859 die letzte Gewerbeausstellung im noch selbständigen Königreich statt, bevor es 1866 von Preußen annektiert wurde: 296 Aussteller erbrachten mit rund 5.000 Objekten in den Räumen des »Museums für Kunst und Wissenschaft« (des heutigen Künstlerhauses) einen „Beweis für die inzwischen fortgeschrittene industrielle Entwicklung in Hannover“. Von dieser letzten Ausstellung im Königreich Hannover nahm der Hoffotograf Eugen Lulves insgesamt zwölf Fotografien auf, die als Salzdrucke in einem Album des Hofbuchhändlers Victor Lohse Bezug nahmen auf den Kronprinzen Ernst August.

### Allgemeine Gewerbeausstellung der Provinz Hannover
- 1878 wurde die endgültig letzte »Allgemeine Gewerbe-Ausstellung der [nunmehr preußischen] Provinz Hannover« veranstaltet. Hierzu waren im Welfengarten durch den Architekten Otto Goetze große Hallenbauten errichtet worden. Am 2. Juli eröffnete Prinz Albrecht von Preußen die Ausstellung.[4] Rund 400.000 Besucher besichtigten die Schau der rund 1.500 Aussteller.[5][6] Zu der Veranstaltung gab es eine offiziöse „Gewerbe-Ausstellungs-Zeitung“. Offizieller Fotograf war Friedrich Reinecke. Neben den Fotografen Körtling, Thies und Nordahl, die auf der Ausstellung ihre Produkte angemessen präsentieren wollten, kamen aufgrund mangelnder öffentlichen Anerkennung der noch jungen Fotografie und entsprechend mangelnder Vorbereitung der Ausstellungsleitung mehr recht als schlecht wohl nur die Fotografen Karl Friedrich Wunder und sein Bruder Otto Wunder einigermaßen zum Zuge.[7]

Zusätzlich zu den Allgemeinen Gewerbeausstellungen gab es auch Leistungsschauen der lokalen Gewerbevereine und, nach 1867, auch zahlreiche Sonder- und Fachausstellungen. Ab 1900 (bis 1931) wurde hierfür eine Ausstellungshalle des Gewerbevereins genutzt in der Landschaftsstraße in Hannover. Darüber hinaus gab es Dauerausstellungen an verschiedenen Orten des ehemaligen Königreichs.